# Lijst van Tweede Kamerleden voor de liberalen
Een overzicht van alle voormalige Tweede Kamerleden in de negentiende eeuw voor de factie van de liberalen.

## Liberaal
| Tweede Kamerlid                               | Begindatum        | Einddatum         |
| --------------------------------------------- | ----------------- | ----------------- |
| D. van Akerlaken                              | 7 oktober 1850    | 5 mei 1860        |
| D. van Akerlaken                              | 20 september 1869 | 20 september 1874 |
| B. Albarda                                    | 5 augustus 1840   | 4 september 1840  |
| B. Albarda                                    | 18 september 1848 | 19 september 1849 |
| S.H. Anemaet                                  | 5 augustus 1840   | 4 september 1840  |
| S.H. Anemaet                                  | 20 juli 1842      | 12 februari 1849  |
| E.J. Attema                                   | 17 november 1884  | 31 juli 1885      |
| J. de Backer                                  | 5 augustus 1840   | 17 september 1848 |
| W.H. de Beaufort                              | 23 april 1877     | 16 september 1883 |
| W.H. de Beaufort                              | 17 november 1884  | 26 maart 1888     |
| L.F.H. Beerenbroek                            | 22 maart 1847     | 30 juni 1848      |
| W.A. Bergsma                                  | 18 september 1871 | 14 september 1879 |
| S.W.H.A. van Beyma thoe Kingma                | 13 november 1863  | 14 september 1873 |
| Ch.A. de Bieberstein Rogalla Zawadsky         | 18 september 1871 | 14 september 1879 |
| H.A. Bijvoet                                  | 18 september 1848 | 6 oktober 1848    |
| D. Blankenheym                                | 18 september 1848 | 6 oktober 1848    |
| S. Blaupot ten Cate                           | 5 november 1851   | 18 september 1859 |
| A.L.G.H. Bloemarts                            | 18 september 1848 | 6 oktober 1848    |
| F.W.C. Blom                                   | 24 april 1862     | 9 februari 1876   |
| Ph. van Blom                                  | 18 maart 1865     | 17 september 1871 |
| Ph. van Blom                                  | 6 december 1880   | 22 oktober 1885   |
| P. Blussé van Oud-Alblas                      | 20 september 1875 | 17 mei 1886       |
| J.H. van Boelens                              | 18 september 1848 | 6 oktober 1848    |
| P.Ph. van Bosse                               | 14 juni 1853      | 12 maart 1858     |
| P.Ph. van Bosse                               | 30 april 1860     | 9 februari 1866   |
| P.Ph. van Bosse                               | 25 februari 1868  | 3 juni 1868       |
| J.B. Bots                                     | 18 oktober 1847   | 12 februari 1849  |
| A. Bouman                                     | 21 september 1897 | 16 september 1901 |
| A. Boxman                                     | 18 september 1848 | 6 oktober 1848    |
| A. Boxman                                     | 13 februari 1849  | 19 augustus 1850  |
| J.P. Bredius                                  | 15 september 1873 | 12 september 1878 |
| J.P. Bredius jr.                              | 18 maart 1878     | 18 september 1881 |
| B. Brouwer                                    | 24 juni 1871      | 19 september 1875 |
| J.L. de Bruijn Kops                           | 25 februari 1868  | 14 september 1879 |
| J.L. de Bruijn Kops                           | 24 november 1884  | 17 mei 1886       |
| A. Buma                                       | 17 november 1884  | 17 mei 1886       |
| J. Cats Epz.                                  | 18 september 1848 | 6 oktober 1848    |
| S. Cool                                       | 15 september 1860 | 18 september 1864 |
| J.Th. Cremer                                  | 17 november 1884  | 17 mei 1886       |
| E.J.J.B. Cremers                              | 13 december 1869  | 17 mei 1886       |
| E.W. van Dam van Isselt                       | 18 oktober 1841   | 2 mei 1849        |
| E.W. van Dam van Isselt                       | 12 februari 1850  | 7 oktober 1852    |
| J. van Dam van Noordeloos                     | 18 september 1848 | 6 oktober 1848    |
| W.K. van Dedem                                | 21 september 1880 | 17 mei 1886       |
| J.G. van Deinse                               | 21 september 1897 | 16 september 1901 |
| A. van Delden                                 | 19 september 1864 | 6 juli 1872       |
| A. van Delden                                 | 17 september 1877 | 17 mei 1886       |
| J.C. Delhez                                   | 18 september 1848 | 6 oktober 1848    |
| B.P.G. van Diggelen                           | 20 september 1859 | 18 september 1864 |
| H.J. Dijckmeester                             | 17 september 1877 | 10 oktober 1884   |
| J. Dirks                                      | 4 maart 1881      | 2 maart 1883      |
| J. Dirks                                      | 7 december 1883   | 17 mei 1886       |
| W.H. Dullert                                  | 15 september 1873 | 23 februari 1881  |
| A.J. Duymaer van Twist                        | 13 februari 1849  | 21 januari 1851   |
| A.J. Duymaer van Twist                        | 20 september 1858 | 14 september 1862 |
| J. Duyvis                                     | 15 september 1884 | 17 mei 1886       |
| D. van Eck                                    | 15 september 1873 | 10 oktober 1884   |
| A.W. Engelen                                  | 13 februari 1849  | 25 april 1853     |
| W.A. van der Feltz                            | 17 december 1877  | 17 mei 1886       |
| P.B.J. Ferf                                   | 21 september 1897 | 16 september 1901 |
| C. Fock                                       | 18 september 1871 | 29 november 1871  |
| G.A. Fokker                                   | 10 augustus 1875  | 19 september 1875 |
| I.D. Fransen van de Putte                     | 24 april 1862     | 2 februari 1863   |
| I.D. Fransen van de Putte                     | 19 september 1866 | 6 juli 1872       |
| I.D. Fransen van de Putte                     | 18 november 1874  | 2 augustus 1880   |
| W.A. Froger                                   | 19 september 1878 | 18 september 1881 |
| J.H. Geertsema Czn.                           | 25 september 1863 | 9 februari 1866   |
| J.H. Geertsema Czn.                           | 31 augustus 1866  | 23 januari 1869   |
| J.H. Geertsema Czn.                           | 21 september 1875 | 1 mei 1878        |
| J. van Gennep                                 | 19 november 1878  | 16 augustus 1887  |
| E.C. de Gerlache                              | 19 oktober 1824   | 17 oktober 1830   |
| W.Th. Gevers Deynoot                          | 18 september 1871 | 24 maart 1879     |
| S.M.H. van Gijn                               | 10 april 1889     | 20 september 1909 |
| A. Gildemeester                               | 10 mei 1883       | 26 maart 1888     |
| J.G. Gleichman                                | 21 september 1880 | 26 maart 1888     |
| M.H. Godefroi                                 | 24 november 1866  | 13 januari 1870   |
| M.H. Godefroi                                 | 11 december 1871  | 22 september 1881 |
| G.J. Goekoop                                  | 17 november 1884  | 26 maart 1888     |
| H. Goeman Borgesius                           | 19 november 1877  | 17 mei 1886       |
| H.M.A. van der Goes van Dirxland              | 14 juli 1886      | 26 maart 1888     |
| B.Ph. van Harinxma thoe Slooten               | 15 september 1873 | 21 augustus 1878  |
| W.J.C. van Hasselt                            | 18 september 1848 | 6 oktober 1848    |
| W.J.C. van Hasselt                            | 13 februari 1849  | 26 maart 1852     |
| J. Heemskerk Azn.                             | 24 april 1860     | 14 september 1860 |
| S. van Heemstra                               | 22 oktober 1844   | 12 februari 1849  |
| A.A. Heeren                                   | 18 september 1848 | 6 oktober 1848    |
| J.N.J. Heerkens                               | 18 september 1848 | 6 oktober 1848    |
| J.F. van der Heijde                           | 18 september 1848 | 6 oktober 1848    |
| J.F. van der Heijde                           | 13 februari 1849  | 25 april 1853     |
| J.F. van der Heijde                           | 15 mei 1854       | 24 juli 1854      |
| B.H. Heldt                                    | 24 november 1885  | 17 mei 1886       |
| N. van Heloma                                 | 21 oktober 1840   | 19 augustus 1850  |
| J.B.J. Hengst                                 | 13 februari 1849  | 14 september 1860 |
| C.H. den Hertog                               | 16 april 1901     | 29 oktober 1902   |
| H.F. Hesselink van Suchtelen                  | 21 september 1897 | 16 september 1901 |
| C. van Heukelom                               | 15 februari 1859  | 30 september 1866 |
| C. van Heukelom                               | 23 april 1877     | 10 juli 1880      |
| P. van den Heuvel                             | 14 juni 1853      | 29 maart 1854     |
| P. van den Heuvel                             | 9 maart 1864      | 2 januari 1868    |
| Ch.J.A. Heydenrijck                           | 9 juli 1862       | 19 september 1869 |
| S. Hingst                                     | 19 november 1866  | 14 september 1879 |
| S. Hingst                                     | 17 november 1884  | 17 mei 1886       |
| P.H. Holtzman                                 | 17 september 1877 | 3 maart 1883      |
| S. van Houten                                 | 24 februari 1869  | 19 maart 1894     |
| A. Hoynck van Papendrecht                     | 18 september 1854 | 18 september 1866 |
| H.U. Huguenin                                 | 7 oktober 1850    | 25 april 1853     |
| H.U. Huguenin                                 | 24 juli 1854      | 5 november 1855   |
| J.E. Huydecoper van Maarsseveen en Nigtevecht | 6 april 1897      | 20 september 1897 |
| W.H. Idzerda                                  | 15 september 1873 | 17 september 1881 |
| G.A. IJssel de Schepper                       | 19 april 1864     | 30 september 1866 |
| F.J. Jespers                                  | 18 september 1848 | 6 oktober 1848    |
| J.A. Jolles                                   | 18 november 1872  | 14 september 1873 |
| W.J.A. Jonckbloet                             | 19 september 1864 | 24 september 1877 |
| K.H. de Jong                                  | 18 september 1871 | 14 september 1879 |
| K.H. de Jong                                  | 17 november 1884  | 17 mei 1886       |
| W. van der Kaay                               | 10 augustus 1875  | 14 september 1879 |
| W. van der Kaay                               | 17 november 1884  | 17 mei 1886       |
| J. Kappeyne van de Coppello                   | 15 september 1862 | 18 september 1866 |
| J. Kappeyne van de Coppello                   | 18 september 1871 | 2 november 1877   |
| J.M. de Kempenaer                             | 5 augustus 1840   | 4 september 1840  |
| J.M. de Kempenaer                             | 21 oktober 1844   | 12 februari 1849  |
| J.J. van Kerkwijk                             | 15 september 1873 | 17 mei 1886       |
| J.J. van Kerkwijk                             | 29 september 1886 | 20 mei 1901       |
| H.C.F. Kerstens                               | 15 september 1860 | 17 mei 1864       |
| H.C.F. Kerstens                               | 19 september 1864 | 17 september 1871 |
| E.B. Kielstra                                 | 17 november 1884  | 26 maart 1888     |
| E.B. Kielstra                                 | 15 september 1891 | 19 maart 1894     |
| M. Kingma Hzn.                                | 22 februari 1859  | 13 augustus 1863  |
| H.J. Kist                                     | 19 september 1881 | 17 mei 1886       |
| W.J. Knoop                                    | 20 september 1869 | 22 juli 1870      |
| A. Kool                                       | 9 november 1897   | 16 september 1901 |
| A. Kool                                       | 28 april 1879     | 7 september 1883  |
| W.J.P. Kroef                                  | 18 september 1848 | 6 oktober 1848    |
| A. Kwak van Zwartewaal                        | 18 september 1848 | 6 oktober 1848    |
| J.H. de Laat de Kanter                        | 22 september 1864 | 30 september 1866 |
| A. van Laer                                   | 26 mei 1884       | 10 oktober 1884   |
| J.J. Lambrechts                               | 17 juli 1849      | 19 augustus 1850  |
| A.P. de Lange                                 | 19 juni 1894      | 22 maart 1897     |
| M.J. de Lange                                 | 20 september 1869 | 16 september 1877 |
| J.A.A. Leemans                                | 2 december 1852   | 25 april 1853     |
| L.E. Lenting                                  | 15 september 1873 | 14 september 1879 |
| F. Lieftinck                                  | 18 februari 1879  | 17 mei 1886       |
| P.A.S. van Limburg Brouwer                    | 16 februari 1864  | 2 januari 1868    |
| G.M. van der Linden                           | 20 november 1878  | 17 mei 1886       |
| H. van Loghem                                 | 18 september 1848 | 6 oktober 1848    |
| H. van Loghem                                 | 15 september 1862 | 10 januari 1864   |
| J.S. Lotsy                                    | 18 september 1848 | 6 oktober 1848    |
| J.S. Lotsy                                    | 13 februari 1849  | 13 mei 1852       |
| L.C. Luzac                                    | 20 oktober 1828   | 29 juni 1848      |
| D.J. Mackay                                   | 18 september 1871 | 21 maart 1877     |
| M.J. de Man                                   | 19 oktober 1840   | 21 december 1854  |
| R.Tj. Mees                                    | 18 september 1848 | 6 oktober 1848    |
| R.P. Mees R.Azn.                              | 4 oktober 1873    | 26 maart 1888     |
| G.A. de Meester                               | 15 september 1862 | 1 maart 1864      |
| J. Meesters                                   | 21 september 1897 | 16 september 1901 |
| W. de Meijier                                 | 10 december 1877  | 14 september 1879 |
| W. de Meijier                                 | 17 november 1884  | 17 mei 1886       |
| H. Mensonides                                 | 10 juli 1860      | 2 januari 1868    |
| L. Metman                                     | 7 oktober 1850    | 25 april 1853     |
| Ch.J.F. Mirandolle                            | 20 februari 1869  | 14 september 1879 |
| A. Moens                                      | 20 september 1866 | 14 september 1879 |
| E.P. de Monchy                                | 16 oktober 1843   | 19 augustus 1850  |
| A. van Naamen van Eemnes                      | 19 november 1866  | 14 september 1879 |
| C.S.W.J. van Nagell van Wisch                 | 5 augustus 1840   | 4 september 1840  |
| L. Oldenhuis Gratama                          | 14 oktober 1867   | 19 februari 1886  |
| C.W. Oomen                                    | 24 juli 1859      | 18 september 1864 |
| J.B. van Osenbruggen                          | 13 mei 1879       | 17 mei 1886       |
| C.A.E.A. van Panhuys                          | 23 november 1852  | 25 april 1853     |
| J.E. van Panhuys                              | 20 oktober 1840   | 12 februari 1849  |
| J.G. Patijn                                   | 16 juni 1877      | 9 oktober 1882    |
| A. Plate                                      | 28 februari 1893  | 19 maart 1894     |
| H. Provó Kluit                                | 16 november 1850  | 25 april 1853     |
| W.H. Pyls                                     | 21 september 1869 | 14 september 1873 |
| H. Pyttersen Tzn.                             | 21 september 1897 | 16 september 1901 |
| G.A. de Raadt                                 | 5 juli 1852       | 25 april 1853     |
| G.A. de Raadt                                 | 27 april 1860     | 2 januari 1868    |
| S.M.S. de Ranitz                              | 17 november 1884  | 26 maart 1888     |
| J.H. van Rechteren van Appeltern              | 19 oktober 1841   | 8 juli 1845       |
| O. van Rees                                   | 17 september 1872 | 30 augustus 1873  |
| O. van Rees                                   | 17 juni 1878      | 12 maart 1879     |
| O. van Rees                                   | 21 september 1880 | 19 januari 1884   |
| G. Reinders                                   | 13 februari 1849  | 2 januari 1868    |
| G. Reinders                                   | 19 maart 1868     | 23 februari 1869  |
| A.J. Rethaan Macaré                           | 10 november 1896  | 31 maart 1900     |
| A. van Rijckevorsel Hzn.                      | 13 februari 1849  | 19 augustus 1850  |
| J. Röell                                      | 18 september 1877 | 17 mei 1886       |
| W.J. Roijaards van den Ham                    | 16 mei 1894       | 1 maart 1897      |
| A.J. van Roijen                               | 18 september 1848 | 6 oktober 1848    |
| I.A. Soetens van Roijen                       | 18 september 1848 | 6 oktober 1848    |
| K.A. Rombach                                  | 18 september 1871 | 14 september 1879 |
| J.K.H. de Roo van Alderwerelt                 | 19 november 1866  | 28 december 1878  |
| W. Rooseboom                                  | 17 november 1884  | 17 mei 1886       |
| D. de Ruiter Zijlker                          | 21 april 1868     | 17 mei 1886       |
| J.W.H. Rutgers van Rozenburg                  | 21 september 1869 | 19 september 1875 |
| J.W.H. Rutgers van Rozenburg                  | 17 september 1877 | 14 september 1879 |
| J.W.H. Rutgers van Rozenburg                  | 17 november 1884  | 16 augustus 1887  |
| J.A. Sandberg                                 | 20 september 1869 | 18 september 1881 |
| L.J.B. van Sasse van Ysselt                   | 21 mei 1844       | 12 februari 1849  |
| A.M. Schagen van Leeuwen                      | 17 september 1877 | 18 september 1881 |
| J. Schepel                                    | 29 april 1874     | 17 mei 1886       |
| P.C. Schooneveld                              | 13 februari 1849  | 25 april 1853     |
| C.J. Sickesz                                  | 4 december 1877   | 13 november 1882  |
| Ph.W. van der Sleyden                         | 30 maart 1881     | 17 mei 1886       |
| B.W.A.E. Sloet tot Oldhuis                    | 5 augustus 1840   | 4 september 1840  |
| B.W.A.E. Sloet tot Oldhuis                    | 18 september 1848 | 6 oktober 1848    |
| L.A.J.W. Sloet van de Beele                   | 25 februari 1868  | 17 september 1871 |
| R.A.W. Sluiter                                | 12 mei 1885       | 17 mei 1886       |
| H.J. Smidt                                    | 3 maart 1871      | 3 november 1877   |
| H.J. Smit                                     | 18 oktober 1847   | 19 september 1852 |
| Th.J. Stieltjes                               | 22 november 1866  | 2 januari 1868    |
| Th.J. Stieltjes                               | 20 september 1869 | 22 juni 1878      |
| J. van Stolk Jzn.                             | 18 maart 1878     | 30 juli 1880      |
| L.D. Storm                                    | 5 augustus 1840   | 4 september 1840  |
| L.D. Storm                                    | 21 oktober 1844   | 17 oktober 1847   |
| L.D. Storm                                    | 18 september 1848 | 6 oktober 1848    |
| M.P.H. Strens                                 | 21 oktober 1844   | 23 oktober 1846   |
| M.P.H. Strens                                 | 14 juni 1853      | 14 maart 1861     |
| E.L. Surlet de Chokier                        | 21 september 1815 | 17 oktober 1818   |
| E.L. Surlet de Chokier                        | 21 oktober 1828   | 17 oktober 1830   |
| J. van Swieten                                | 19 september 1864 | 30 september 1866 |
| J.H.F.K. van Swinderen                        | 8 oktober 1878    | 31 juli 1879      |
| J.P.R. Tak van Poortvliet                     | 21 oktober 1870   | 10 juli 1875      |
| J.P.R. Tak van Poortvliet                     | 20 september 1875 | 7 november 1877   |
| J.R. Thorbecke                                | 5 augustus 1840   | 4 september 1840  |
| J.R. Thorbecke                                | 21 mei 1844       | 19 oktober 1845   |
| J.R. Thorbecke                                | 16 oktober 1848   | 12 februari 1849  |
| G. van Tienhoven                              | 18 maart 1878     | 20 december 1879  |
| B.L. Tijdens                                  | 15 september 1891 | 16 september 1901 |
| C.J. van der Veen                             | 18 september 1848 | 6 oktober 1848    |
| S.A. Vening Meinesz                           | 20 september 1875 | 20 januari 1881   |
| J.B. Verheij                                  | 21 september 1897 | 16 september 1901 |
| H.C. Verniers van der Loeff                   | 15 maart 1876     | 10 september 1878 |
| H.C. Verniers van der Loeff                   | 19 februari 1884  | 26 maart 1888     |
| L.L.G.M. Villers de Pité                      | 13 februari 1849  | 19 augustus 1850  |
| W.A. Viruly Verbrugge                         | 9 maart 1863      | 26 maart 1888     |
| J.W.J. de Vos van Steenwijk                   | 18 maart 1878     | 17 mei 1886       |
| G. de Vries Azn.                              | 20 september 1875 | 31 maart 1877     |
| A. van Weel Azn.                              | 18 september 1848 | 6 oktober 1848    |
| W.J. van Welderen Rengers                     | 28 mei 1884       | 10 oktober 1884   |
| W.J. van Welderen Rengers                     | 21 september 1885 | 17 mei 1886       |
| R. van de Werk                                | 13 mei 1878       | 27 mei 1884       |
| R. Westerhoff                                 | 15 september 1873 | 24 maart 1874     |
| B. Wichers                                    | 22 oktober 1844   | 18 oktober 1846   |
| W. Wijnaendts                                 | 13 februari 1849  | 19 augustus 1850  |
| J.J. Willinge                                 | 21 september 1897 | 16 september 1901 |
| S. Wybenga                                    | 20 september 1869 | 8 september 1886  |
| J.J.A. van Wylick                             | 7 oktober 1850    | 25 april 1853     |
| A. Ypeij                                      | 22 oktober 1850   | 19 maart 1852     |
| G. Zijlma                                     | 21 september 1897 | 16 september 1901 |

## Moderaat of gematigd liberaal
| Tweede Kamerlid                   | Begindatum        | Einddatum         |
| --------------------------------- | ----------------- | ----------------- |
| C. Backer                         | 18 september 1848 | 6 oktober 1848    |
| C. Backer                         | 13 februari 1849  | 19 augustus 1850  |
| H. Backer                         | 20 oktober 1840   | 29 november 1846  |
| H. van Beeck Vollenhoven          | 8 februari 1847   | 12 februari 1849  |
| Ph.L. Begram                      | 18 september 1848 | 6 oktober 1848    |
| W. Boreel van Hogelanden          | 5 augustus 1840   | 4 september 1840  |
| W. Boreel van Hogelanden          | 18 oktober 1842   | 4 augustus 1855   |
| D. Borski                         | 22 oktober 1846   | 12 februari 1849  |
| J. de Bosch Kemper                | 18 september 1848 | 6 oktober 1848    |
| D.L. van Brakell tot den Brakell  | 18 oktober 1825   | 17 oktober 1829   |
| S. Brouwer                        | 24 oktober 1842   | 27 juni 1845      |
| G.I. Bruce                        | 22 oktober 1839   | 17 oktober 1847   |
| E. Canneman                       | 12 september 1815 | 17 oktober 1819   |
| H. Collot d'Escury                | 20 oktober 1818   | 16 oktober 1842   |
| J. Corver Hooft                   | 20 oktober 1840   | 12 februari 1849  |
| W.H. Cost Jordens                 | 5 augustus 1840   | 4 september 1840  |
| W.H. Cost Jordens                 | 18 oktober 1842   | 12 februari 1849  |
| P.J. Costerus                     | 13 februari 1849  | 19 augustus 1850  |
| D. Donker Curtius                 | 13 februari 1849  | 19 augustus 1850  |
| A.J. Duymaer van Twist            | 16 oktober 1843   | 12 februari 1849  |
| H.H. Geradts                      | 19 juli 1848      | 12 februari 1849  |
| C.H. Gockinga                     | 21 september 1815 | 7 januari 1823    |
| M.H. Godefroi                     | 13 februari 1849  | 21 februari 1860  |
| M.H. Godefroi                     | 15 september 1862 | 30 september 1866 |
| J.K. van Goltstein                | 20 oktober 1840   | 12 februari 1849  |
| P. Gouverneur                     | 21 oktober 1839   | 15 oktober 1848   |
| R.S. van der Gronden              | 20 oktober 1840   | 15 oktober 1843   |
| F.A. van Hall                     | 18 september 1848 | 6 oktober 1848    |
| F.A. van Hall                     | 13 februari 1849  | 25 maart 1853     |
| S. van Heemstra                   | 19 november 1849  | 19 augustus 1850  |
| D. Hooft Jzn.                     | 19 oktober 1840   | 12 februari 1849  |
| J.O. de Jong van Beek en Donk     | 22 augustus 1843  | 12 februari 1849  |
| W. Kaars Sijpesteijn              | 18 september 1848 | 6 oktober 1848    |
| G. Kniphorst                      | 16 oktober 1832   | 12 februari 1849  |
| L.G.A. van Limburg Stirum         | 5 augustus 1840   | 4 september 1840  |
| J.L.A. Luyben                     | 18 oktober 1841   | 12 februari 1849  |
| J.C. van der Meer Mohr            | 18 september 1848 | 6 oktober 1848    |
| A.H.Th. Michiels van Verduynen    | 22 oktober 1840   | 17 oktober 1846   |
| H.J.H. Modderman                  | 20 oktober 1840   | 12 februari 1849  |
| J.A. Mutsaers                     | 18 oktober 1841   | 12 februari 1849  |
| J.S. van Naamen                   | 21 oktober 1844   | 19 augustus 1850  |
| J.Th.H. Nedermeyer van Rosenthal  | 18 oktober 1841   | 12 februari 1849  |
| J.G. van Nes van Meerkerk         | 5 augustus 1840   | 4 september 1840  |
| J.G. van Nes van Meerkerk         | 19 december 1840  | 15 oktober 1843   |
| J.A.Ch.A. van Nispen van Sevenaer | 21 september 1848 | 6 oktober 1848    |
| J.A.Ch.A. van Nispen van Sevenaer | 13 februari 1849  | 2 januari 1868    |
| M.C. Paspoort van Grijpskerke     | 18 september 1848 | 6 oktober 1848    |
| A.L. Poelman                      | 15 september 1891 | 13 oktober 1893   |
| A.A. Reael                        | 5 augustus 1840   | 4 september 1840  |
| A.A. Reael                        | 18 september 1848 | 6 oktober 1848    |
| A. van Rijckevorsel Hzn.          | 19 oktober 1841   | 20 oktober 1844   |
| A. van Rijckevorsel Hzn.          | 20 oktober 1845   | 12 februari 1849  |
| R.P. Romme                        | 20 oktober 1840   | 12 februari 1849  |
| L.F.J.J.J. van Sasse van Ysselt   | 19 oktober 1842   | 11 februari 1844  |
| W.A. Schimmelpenninck van der Oye | 17 oktober 1831   | 17 oktober 1841   |
| P.C. Schooneveld                  | 19 oktober 1841   | 12 februari 1849  |
| J.J. Slicher van Domburg          | 5 oktober 1848    | 12 februari 1849  |
| C.M. Storm van 's Gravesande      | 9 november 1847   | 12 februari 1849  |
| J.J. Uytwerf Sterling             | 19 oktober 1841   | 12 februari 1849  |
| A.J.J.H. Verheijen                | 21 september 1815 | 18 oktober 1829   |
| A.J.J.H. Verheijen                | 16 oktober 1832   | 2 december 1833   |
| G.W. Verweij Mejan                | 20 oktober 1835   | 5 augustus 1850   |
| H. Vos                            | 5 augustus 1840   | 4 september 1840  |
| H. Vos                            | 18 september 1848 | 6 oktober 1848    |
| A.J. Vos de Wael                  | 5 augustus 1840   | 4 september 1840  |
| P.H. van de Wall                  | 18 september 1848 | 6 oktober 1848    |
| A. Warin                          | 19 oktober 1841   | 20 oktober 1844   |
| J.C. van Wessem                   | 18 september 1848 | 6 oktober 1848    |
| M.A. Wijnaendts                   | 16 oktober 1838   | 14 mei 1842       |